# Leonid Bartenyev
Leonid Vladimirovitch Bartenyev (en russe : Леонид Владимирович Бартенев), ou Leonid Volodymyrovytch Bartenyev (en ukrainien : Леонід Володимирович Бартенєв), né le 10 octobre 1933 à Poltava et mort le 17 novembre 2021, est un athlète soviétique ukrainien spécialiste du 100 mètres et du 200 mètres. 

## Carrière
Licencié au Burevestnik Kiev et mesurant 1,74 m pour 70 kg, Leonid Bartenyev gagne ses seules médailles internationales lors de relais 4 × 100 mètres.

### Palmarès
| Date | Compétition           | Lieu      | Résultat | Épreuve | Performance |
| ---- | --------------------- | --------- | -------- | ------- | ----------- |
| 1954 | Championnats d'Europe | Berne     | 3e       | 4×100 m | 40 s 9      |
| 1956 | Jeux olympiques       | Melbourne | 2e       | 4×100 m | 39 s 8      |
| 1958 | Championnats d'Europe | Stockholm | 3e       | 4×100 m | 40 s 4      |
| 1960 | Jeux olympiques       | Rome      | 2e       | 4×100 m | 40 s 1      |

### Records
| Épreuve    | Performance | Lieu | Date |
| ---------- | ----------- | ---- | ---- |
| 100 mètres | 10 s 2      |      | 1960 |
| 200 mètres | 20 s 9      |      | 1957 |